# 阪口佳澄
阪口 佳澄（さかぐち かすみ、本名：和沙 佳澄、1956年11月26日 - ）は、日本の女性タレント・ラジオパーソナリティ。
以前の所属事務所は大阪テレビタレントビューロー（TTB）。

## 経歴
大阪市鶴見区放出出身。
大学生の時からDJなどラジオに出演していたが、大学卒業ぎりぎりの時になるまでラジオの仕事を続けるか、一般企業に就職するか迷ったが、最終的には「ラジオを通じてたくさんの人とふれあえる」という理由で現在の仕事を選んだという。
夫は元朝日放送アナウンサーで大阪芸術大学教授の和沙哲郎。

## 出演番組

### 現在の出演番組
- 探偵!ナイトスクープ（朝日放送テレビ、解説放送）
- ドルチェ クラシックチャンネル（ABCラジオ、日曜日8：25-8：40、2019年4月7日ｰ）

### 過去の出演番組
- ノンストップゲーム（関西テレビ、賞品獲得時の賞品紹介ナレーションを担当）
- 池田幾三の旅にいくぞ〜!（KBS京都ラジオ、金曜日15:00 - 16:45）

以下はいずれも、朝日放送ラジオ（ABCラジオ）の番組。
- トヨタさわやかパトロール[1]
- 歌謡曲環状線[1]
- ABCヤングリクエスト（最終パーソナリティ陣の1人、1979年 - 1986年）
- ABCラジオジラ「エレガントジャーナル」（『ABCヤングリクエスト』の後継番組）
- 若林正人の純情サタデーナイト（アシスタント）
- ABCラジオショッピング（『全力投球!!妹尾和夫です』内、月曜日 - 木曜日10:50頃）
- ABCラジオショッピング〜早起き商店街〜（金曜深夜＝土曜早朝4:15）
- もうすぐ夜明けABC（木曜深夜＝金曜未明放送分最終パーソナリティ）
- ABC発午前1時（『もうすぐ夜明けABC』とセットで担当）
- 夜は、おととも。（同上）
- 和沙家の食卓（2007年12月・2008年2月に特別番組、2008年4月 - 2009年3月にレギュラー番組として放送）